# Alexander Nikolajewitsch Miklaschewski

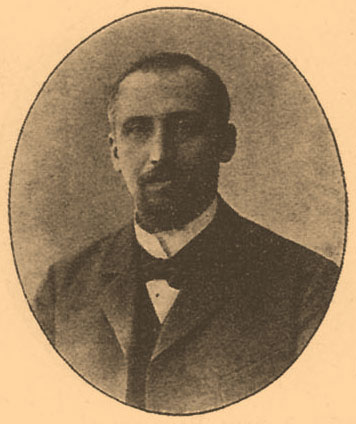
Alexander Nikolajewitsch Miklaschewski

Alexander Nikolajewitsch Miklaschewski (russisch Александр Николаевич Миклашевский; * 8. Dezemberjul. / 20. Dezember 1864greg. im Ujesd Tschernigow; † 24. Augustjul. / 6. September 1911greg. in Dorpat) war ein ukrainisch-russischer Politökonom und Hochschullehrer.

## Leben

### Herkunft und Familie
Miklaschewski stammte aus einer Adelsfamilie.
Miklaschewskis älterer Bruder war der Historiker und Ökonom Iwan Nikolajewitsch Miklaschewski.

### Werdegang
Er schloss das Gymnasium Tschernigow mit einer Goldmedaille ab. 1883 begann er das Studium an der physikalisch-mathematischen Fakultät der Universität Moskau. Nach dem ersten Kurs wechselte er zur juristischen Fakultät, an der er das Studium 1888 als Kandidat der Rechte abschloss. Für seine Geschichte der Assignaten in Russland erhielt er die Goldmedaille, die mit einem zweijährigen Auslandsstipendium verbunden war. Nach der Rückkehr verteidigte er seine Magisterdissertation über die Grundlagen der klassischen Wirtschaftstheorie im Zusammenhang mit der Geschichte des Geldes, worauf er zum Privatdozenten ernannt wurde. Er arbeitete nun im Finanzministerium und nahm an den Arbeiten für die Geldreform 1895–1897 mit Einführung der Goldwährung teil.
1896 wurde Miklaschewski als außerordentlicher Professor auf den Lehrstuhl für Politische Ökonomie der Kaiserlichen Universität Dorpat berufen. Erstmals übersetzte er ins Russische die klassischen Arbeiten der Politökonomie von Anne Robert Jacques Turgot, David Ricardo und François Quesnay. Auch übersetzte er die Schriften John Kells Ingrams und Thomas Robert Malthus. 1904 verteidigte er seine Doktordissertation über den Warenaustausch und die Politökonomie.
Zu Miklaschewskis Arbeitsthemen gehörten die Geldfrage und die Rolle des Papiergeldes in der Volkswirtschaft, die Bewertung der Arbeit und die Theorie der differentiellen Gewinne, die soziale Frage auch im Hinblick auf die Sozialgesetzgebung in Deutschland, Streiks und Schlichtungsverfahren. Auch verfasste er Artikel für die Brockhaus-Efron-Enzyklopädie, so auch den Artikel über den ersten russischen Politökonomen Iwan Tichonowitsch Possoschkow.